# 安州 (前蜀)
安州，唐朝时设置的州。
前蜀永平二年（912年），以夔州之云安县置安州，仅领云安县（今重慶市雲陽縣北）。属鎮江軍節度使。唐莊宗同光三年（925年），後唐滅前蜀，廢安州為雲安監。唐明宗天成二年（927年），雲安監废為雲安县，属夔州。